# ホンダ・RA302
ホンダ RA302（ホンダ アールエーさんびゃくに）は、ホンダが1968年のF1世界選手権参戦用に開発したフォーミュラ1カー。独創的な自然通気の空冷エンジン搭載車として開発された。
1968年第6戦フランスGPでデビュー。しかし、このレースでのクラッシュが死亡事故となり、以来決勝に出走することはなかった。悲劇のマシンとされ、ホンダ第1期F1活動の撤退を促したとも言われる。

## 概要

### 開発
本田技研工業の創始者、本田宗一郎が、オートバイの製造とその後レースでの成功を経て、4輪においてもエンジンは自然通気の空冷が望ましい、との信念から、F1での実践を主眼として開発された。本田技術研究所内で久米是志によるエンジン設計、佐野彰一によるシャーシ制作が行なわれた純国産マシンである。
現在に至るまで、レーシングエンジンは水冷が主流であり、1960年代当時はポルシェのように強制空冷装置を持つマシンはあっても、自然通気を標榜したマシン開発は異例であった。ホンダでは1967年に空冷エンジンを搭載したN360を発売しベストセラーとなっていたため、その技術を応用することを狙っていた。だが、発熱量が桁違いのF1エンジンに軽自動車のエンジンの技術を応用することには元々無理があり、エンジン設計者の久米は設計をどう変えても冷却がままならないため、1ヶ月ほど出社を拒否したほどである。結局自然通気だけでの冷却は無理だと判断した久米と佐野は、本田宗一郎には内緒で、レース出走のためにマシンを運んだ後現地でオイルクーラーを増設して対応することを決めた。
RA302Eエンジンはホンダ製F1マシンの特徴だったV型12気筒から新設計のV型8気筒に変更され、30kgの軽量化に成功した。また、V8エンジンのバンク角は通常90度とされるが、120度にまで拡げることで低重心化を図った。シャーシに通常の方式で取り付けると通気が不十分なため、モノコック後部から「梁」を伸ばして、エンジンを吊り下げる構造とした（梁の内部はクランクケースを冷却する通風路も兼ねている）。コクピット両脇にも冷却ダクトを設けるなど、様々な工夫でエンジンを冷やそうとした。
シャーシは軽量化を追求してボディ素材にマグネシウムを用い、扁平なノーズ形状が特徴的であった。フロントラジエーターを搭載しない分コックピットを前進させ、燃料タンクを座席後方に置くなど意欲的な試みがなされた。また、第4戦ベルギーGPからフェラーリとブラバムが投入したミッドウィングのアイデアを取り入れている。ウィングは左右分割式で、ステアリングのボタンを押すとそれぞれの角度を調節することができた。
F1参戦以来、ホンダの技術者は重量オーバーの課題に悩まされ続けており、自然空冷を含めて、開発テーマは車両の軽量化に向けられた。マシン重量については、当初の設計では「レギュレーションで定められた最低重量の500kgよりもずいぶん軽いのができた」ものの、本田宗一郎の指摘で各所の補強を行った結果ちょうど500kg程度に落ち着いた、と設計者の佐野が語っている。

### 出走の経緯
1968年シーズンのホンダF1チームは、前年より引き続きイギリスを本拠としていた。中村良夫監督の下、チャンピオンドライバーであるジョン・サーティースによってローラと共同開発したRA301で、総合優勝をも狙える着実な戦いと調整を続けていた。しかしこれらのマシン開発は、エンジン部分を除きほぼイギリスで独自に進められていた（これには市販車の開発人員確保のため、藤沢武夫の命令で日本の研究所の関与が制限されていたことも背景にある）。このためRA302の開発には「イギリス主導で開発されたRA301に対し、日本独自のマシンで対抗する」側面もあった。中村は後に「宗一郎さんが空冷でF1をやるといったのも、ひとつにはわたしがイギリスで独立したみたいな形でチーム運営をしていたことが面白くなかったんでしょうね」と語っている。
こうしてチームの実情と無関係に成立したRA302は、シーズン中盤の6月29日、羽田空港での記者会見を経てそのまま華々しく日本を飛び立ち、ロンドン郊外のサーティースのガレージに送りつけられてきた。チームは7月2日にサーティースのドライブによりシルバーストンでマシンのシェイクダウンを行なった。軽量ボディによる加速性能は確実に高く、熟成次第で改善可能な挙動の不安定さはあったが、エンジン温度の止まる所の無い上昇によって、出力低下と激しいオイル漏れ、ヘッドボルト損傷に至り、久米・佐野の両名が当初からの計画通りオイルクーラーを増設して対応しても、レース走行が事実上不可能であることがすぐに判明した。
中村は本社要請に従って次戦のフランスGPへは持ち込むものの、このオイルを撒き散らす危険なマシンはプラクティスのみで引き戻し、決勝はRA301に集中することを決めた。しかもフランスGPのセカンドカーのエントリーは、実際すでに時間切れで却下されていた。ところがチームがフランスGPの舞台となるルーアンに到着してみると、ホンダ・フランスの政治的な動きでRA302がリストされ、ドライバーにフランス人のジョー・シュレッサーが招聘されていることが判明した。中村は激怒し、サーティースの説得で正気を取り戻したが、チームとして責任が持てないとして、新型車の参戦は東京からマシンに同行して来た、久米を始めとするエンジニア達と、ホンダ・フランスの現地部隊に委ねられた。

### 悲劇のルーアン
こうして、ホンダの2台のF1マシンは北フランス・ルーアンの近郊、公道を利用し起伏に富んだルーアン・レゼサールで、それぞれプラクティスを開始した。シュレッサーのRA302のカーナンバーは18だった。シュレッサーは英語を解さず、セットアップには通訳を必要としたため、中村はオーバーヒートが決定的なため徐行すること、など要点だけアドバイスした。シュレッサーはスポーツカーレースで実績のあるベテランだったが、F1の経験は無いに等しく、中村に「F1に出走できるだけで喜びであり、無理はしない」と伝えた。マシンは東京での発表時と比べ、エンジンの大型エアダクトが外され、ノーズのエアインテーク拡大、左右のオイルタンク大型化など若干の変更を受けていたが、マシンの素性が改善されるわけもなく、シュレッサーはスピンを繰り返した。予選では、まともに走行できなかったビック・エルフォード（クーパー・BRM-V12）よりは速く、16番グリッドを得た。
7月7日、天候が悪化する中スタートが切られた決勝で、シュレッサーのRA302は2ラップ目には2位走行していたサーティースのRA301に15秒遅れと、決して無理をせず後方に着けていた。しかし、3ラップ目にメインストレート先の下りS字コーナーでコントロールを失い、まっすぐ土手にクラッシュ。仰向けでコース脇に落ちると、満載した燃料とマグネシウムを多用したボディが激しく炎上し、シュレッサーは帰らぬ人となった。事故原因として濡れた路面でのドライビングミス、マシントラブルなどが挙げられたが、真相は不明である。レースは継続され、このとき消火剤をゴーグルに浴びたサーティースはピットストップを強いられるなど、トラブルにもかかわらず2位フィニッシュを果たした。

### その後
フランスGPの後久米・佐野ら開発陣は日本に帰国したが、本田宗一郎は全く空冷F1をあきらめておらず、再びマシンの再設計がスタートした。しかし久米は完全に空冷エンジンの開発をあきらめており、宗一郎がその意見を受け入れないとわかるとまたも出社を拒否し、四国に旅に出てしまった。結局1ヶ月ほどした後に久米は河島喜好に呼び出され、会社に無理やり連れ戻された。また久米が不在の間、エンジンの改良は川本信彦が中心になって担当することとなった。
第9戦イタリアGP・モンツァにおいて、RA302はサーティースと、このレースから加わったデビッド・ホッブスのドライブで、プラクティス走行のみ参加した。マシンの変更点は、ボディ素材をアルミニウムとし、ロールバー後方にオイルクーラーを移動、エキゾーストパイプが左右で後端へ延長されたことなどが挙げられる。
ホッブスは公式練習前にRA302をテストし、前年ここでRA300を駆って優勝しているサーティースは、2台持ち込んだRA301のセットアップをほぼ完璧に仕上げると、スペアカーを示す14Tのナンバーを付けた空冷マシンを、データ収集のために積極的に走らせた。
この間、鈴鹿でやはりサーティースの手によりテストが行なわれていたが、RA302がグランプリを走行したのは、この2戦のみであった。
1973年にはトミー（現:タカラトミー）の玩具トミカで発売されている（レギュラートミカ及び標準スケールのトミカダンディの2種で発売。但しマシン名は書かれず、商品名は「ホンダF-1」のみであった）。
現在はモビリティリゾートもてぎ内にあるホンダコレクションホールに1台が保存されている。動態保存が売りのホンダコレクションホールであるが、RA302が保存後走行したことはない模様。

## スペック

### シャーシ

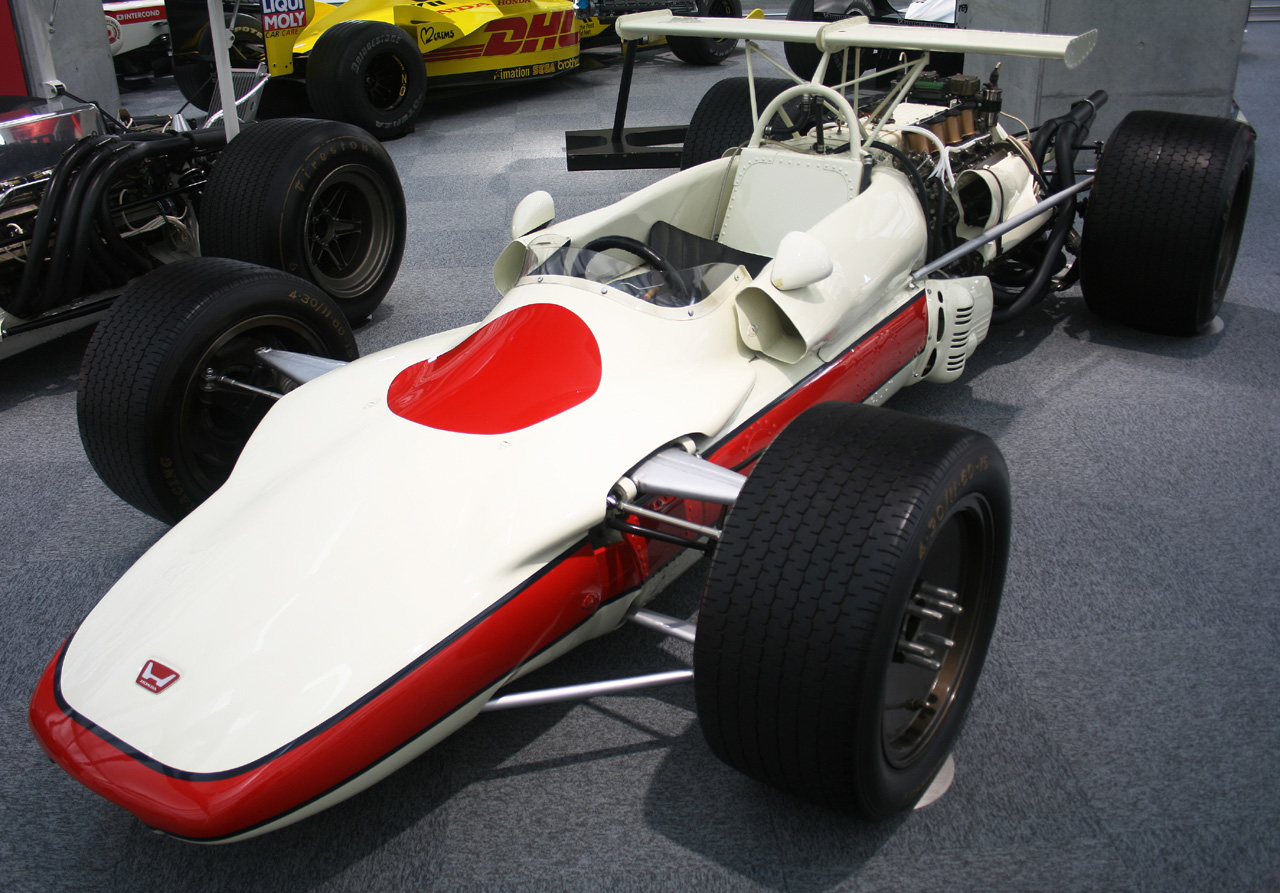
RA302

- シャーシ名 RA302
- 全長 3,780 mm
- 全幅 1,796 mm
- 全高 816 mm(ウイングを含まず)
- 最低地上高 85mm
- ホイールベース 2,360 mm
- 前トレッド 1,500 mm
- 後トレッド 1,415 mm
- ボデイ形式 モノコック構造
- 燃料タンク 200 L
- サスペンション ダブルウィッシュボーン
- ブレーキ ガーリング製ディスクブレーキ
- タイヤ ファイアストン
- マシン重量 500 kg

### エンジン
- 気筒数・角度 V型8気筒・120度
- ボア × ストローク 88 mm × 61.4 mm
- 排気量 2,987.5 cc
- 圧縮比 11.5
- 冷却方式 自然通気空冷
- 点火方式 ホンダ式トランジスタ点火
- バルブ形式 DOHC 4バルブ
- 燃料供給装置 ホンダ製低圧吸入管定時噴射式
- 最大馬力 430 PS / 9,500rpm

## F1における全成績
(key) （太字はポールポジション）
| 年     | チーム             | エンジン  | タイヤ | ドライバー           | 1   | 2   | 3   | 4   | 5   | 6   | 7   | 8   | 9   | 10  | 11  | 12  | ポイント | 順位 |
| ------ | ------------------ | --------- | ------ | -------------------- | --- | --- | --- | --- | --- | --- | --- | --- | --- | --- | --- | --- | -------- | ---- |
| 1968年 | ホンダ・レーシング | ホンダ V8 | F      |                      | RSA | ESP | MON | BEL | NED | FRA | GBR | GER | ITA | CAN | USA | MEX | 0        | 6    |
| 1968年 | ホンダ・レーシング | ホンダ V8 | F      | ジョー・シュレッサー |     |     |     |     |     | Ret |     |     |     |     |     |     | 0        | 6    |